# Smolje
Smolje (nemško Kronabeth) je naselje v občini Štalenska gora v okraju Celovec-dežela na Koroškem v Avstriji.
Smolje so majhen zaselek v stari občini Otmanje v fari Timenica, o katerem ni nobenega zapisa v zgodovinskih listinah, je torej nastal predvsem z naknadnim ločevanjem majhnih zemljiških parcel od pašnikov v Zgornjih Goričah. To se je verjetno zgodilo šele v začetku 16. stoletja. 
Medtem ko so Zgornje Goriče do danes ostale kmečka vas brez večje naselitvene dejavnosti, je bilo v Smoljah ob glavni cesti v zadnjih desetletjih zgrajenih nekaj zasebnih hiš.

## Cerkvena ureditev
Vas Smolje pripada dvojezični dekaniji Tinje, ki je bila do leta 1938 slovenska (razen Otmanj, ki so bile dvojezične, nemško-slovenske) ter je sedaj uradno dvojezična, medtem ko je župnija Timenica, kateri pripada Smolje, uradno le še nemška.

## Ledinska imena
V franciscejskem katastru so zapisana ledinska imena v obeh jezikih v smeri urinega kazalca z začetkom na severu: »Ore«, »Stuckacker«, »Weisenbach«, na jugu »Großgörtschacher Feld« Zgornjegoriško polje in »Smerzhina«.

## Narečje
Zgodovinsko domače slovensko narečje je (bila) poljanščina Celovškega polja, kot je bilo zapisano leta v doktorski disertaciji Katje Sturm-Schnabl leta 1973 ter terminološko opredeljeno kot takšno šele v okviru znanstveno raziskovalnega dela Bojana-Ilije Schnabla ob pripravah za Enciklopedijo slovenske kulturne zgodovine na Koroškem (2010 oz. 2016).
Nemščina je prisotna v obliki osrednje-koroškega nemškega narečja.

## Slovensko kulturno življenje
Začetek 20. stoletja so bile Smolje zajete v kulturno življenje Slovenskega prosvetnega društva »Edinost Št. Tomaž«, ki je bilo ustanovljeno leta 1910 ter »Hranilnice in posojilnice Št. Tomaž«, ki je bila ustanovljena leta 1912/13 v Šenttomažu pri Celovcu.